# Gimnastika na Poletnih olimpijskih igrah 1988
Gimnastika na Poletnih olimpijskih igrah 1988. Tekmovanja so potekala v osmih disciplinah za moške in šestih za ženske v športni gimnastiki ter v eni disciplini za ženske v ritmični gimnastiki med 18. in 30. septembrom 1988 v Seulu. 

## Športna gimnastika

### Dobitniki medalj
| Disciplina          | Zlato | Srebro | Bron |
| Mnogoboj ekipno     | Sovjetska zveza · Vladimir Artemov · Dimitrij Bilozerčev · Vladimir Gogoladze · Sergej Harkov · Valerj Ljukin · Vladimir Novikov | Vzhodna Nemčija · Holger Behrendt · Ralf Buechner · Ulf Hoffmann · Sylvio Kroll · Sven Tippelt · Andreas Wecker | Japonska · Jukio Iketani · Hirojuki Koniši · Koiči Mizušima · Daisuke Nišikava · Tošiharu Sato · Takahiro Jameda |
| Mnogoboj posamično  | Vladimir Artemov (URS) | Valerij Ljukin (URS)                                                                                            | Dimitrij Bilozerčev (URS)                                                                                        |
| Parter              | Sergej Harkov (URS) | Vladimir Artemov (URS)                                                                                          | Lou Jun (CHN) · Jukio Iketani (JPN)                                                                              |
| Konj z ročaji       | Ljubomir Geraskov (BUL) · Zsolt Borkai (HUN) · Dimitrij Bilozerčev (URS)                                                         | | |
| Krogi               | Holger Behrendt (GDR) · Dimitrij Bilozerčev (URS)                                                                                | | Sven Tippelt (GDR)                                                                                               |
| Preskok             | Lou Jun (CHN) | Sylvio Kroll (GDR)                                                                                              | Park Jong-Hoon (KOR)                                                                                             |
| Enovišinska bradlja | Vladimir Artemov (URS) | Valerij Ljukin (URS)                                                                                            | Sven Tippelt (GDR)                                                                                               |
| Drog                | Vladimir Artemov (URS) · Valerij Ljukin (URS)                                                                                    | | Holger Behrendt (GDR)                                                                                            |

### Dobitnice medalj
| Disciplina          | Zlato | Srebro | Bron |
| Mnogoboj ekipno     | Sovjetska zveza · Svetlana Bajtova · Svetlana Boginska · Natalija Laščenova · Jelena Ševčenko · Jelena Šušunova · Olga Straževa | Romunija · Aurelia Dobre · Eugenia Golea · Celestina Popa · Gabriela Potorac · Daniela Silivaş · Camelia Voinea | Vzhodna Nemčija · Gabriele Faehnrich · Martina Jentsch · Dagmar Kersten · Ulrike Klotz · Betti Schieferdecker · Dörte Thümmler |
| Mnogoboj posamično  | Jelena Šušunova (URS) | Daniela Silivaş (ROU)                                                                                           | Svetlana Boginska (URS) |
| Preskok             | Svetlana Boginska (URS) | Gabriela Potorac (ROU)                                                                                          | Daniela Silivaş (ROU) |
| Dvovišinska bradlja | Daniela Silivaş (ROU) | Dagmar Kersten (GDR)                                                                                            | Jelena Šušunova (URS) |
| Gred                | Daniela Silivaş (ROU) | Jelena Šušunova (URS)                                                                                           | Gabriela Potorac (ROU) · Phoebe Mills (USA)                                                                                    |
| Parter              | Daniela Silivaş (ROU) | Svetlana Boginska (URS)                                                                                         | Diana Doudeva (BUL) |

## Ritmična gimnastika

### Dobitnice medalj
| Disciplina | Zlato              | Srebro                 | Bron                       |
| Mnogoboj   | Marina Lobač (URS) | Adriana Dunavska (BUL) | Aleksandra Timošenko (URS) |

## Medalje po državah
| Poz | Država          | Zlato | Srebro | Bron | Skupaj |
| 1   | Sovjetska zveza | 12    | 5      | 4    | 21     |
| 2   | Romunija        | 3     | 3      | 2    | 8      |
| 3   | Vzhodna Nemčija | 1     | 3      | 4    | 8      |
| 4   | Bolgarija       | 1     | 1      | 1    | 3      |
| 5   | Kitajska        | 1     | 0      | 1    | 2      |
| 6   | Madžarska       | 1     | 0      | 0    | 1      |
| 7   | Japonska        | 0     | 0      | 2    | 2      |
| 8   | Južna Koreja    | 0     | 0      | 1    | 1      |
| 8   | ZDA             | 0     | 0      | 1    | 1      |